# Conostigmus seychellensis
Conostigmus seychellensis är en stekelart som beskrevs av Jean-Jacques Kieffer 1912. Conostigmus seychellensis ingår i släktet Conostigmus och familjen trefåresteklar. Inga underarter finns listade i Catalogue of Life.